# إدارة مكافحة المخدرات
إدارة مكافحة المخدرات (بالإنجليزية: (Drug Enforcement Administration (DEA)‏ هي وكالة لإنفاذ القانون الاتحادي تحت مظلة وزارة العدل في الولايات المتحدة، تقوم الوكالة بمكافحة تهريب المخدرات واستخدامها داخل الولايات المتحدة. وليس فقط هي الوكالة الرائدة للإنفاذ على الصعيد المحلي لقانون المواد الخاضعة للرقابة، بل تقاسم هذا الاختصاص المشترك مع مكتب التحقيقات الفدرالي (اف بي آي) والهجرة والجمارك (ICE)، كما أن لديها وحدها المسؤولية عن تنسيق ومتابعة تحقيقات المخدرات الأمريكية في الخارج.

## لمحة تاريخية
تم إنشاء إدارة مكافحة المخدرات في 1 يوليو 1973، من قبل خطة إعادة التنظيم رقم 2 من عام 1973، الذي وقعه الرئيس ريتشارد نيكسون يوم 28 يوليو. يقترح إنشاء وكالة فيدرالية واحدة لفرض القوانين الاتحادية وكذلك المخدرات تعزيز وتنسيق الأنشطة والحكومة لمكافحة المخدرات. قبول الكونجرس هذا الاقتراح، كما انهم يشعرون بالقلق مع تزايد توفر المخدرات. [2] ونتيجة لذلك، ومكتب المخدرات والعقاقير الخطرة (BNDD)، ومكتب تعاطي المخدرات المكلفين بإنفاذ القوانين (ODALE)، ومكاتب اتحادية أخرى اندمجت لإنشاء وكالة مكافحة المخدرات. [3]
من 1970s في وقت مبكر، ويقع المقر الرئيسي في 1405 DEA I ("العين") شارع NW في واشنطن وسط المدينة، DC مع النمو العام للوكالة في 1980s (نظرا لزيادة التركيز على الجهود الاتحادية لإنفاذ قوانين المخدرات) والمتزامنة على النمو في موظفي المقر، بدأ DEA للبحث عن موقع المقر الجديد؛ واعتبرت المواقع في ولاية اركنسو وميسيسيبي، ومختلف القواعد العسكرية المهجورة في جميع أنحاء الولايات المتحدة. ومع ذلك، ثم النائب العام إدوين ميس قرر أن مقر كان لا بد من يقع على مقربة من مكتب النائب العام. وهكذا، في عام 1989، نقل المقر إلى جهود الجيش في سلاح البحرية 600-700 في منطقة مدينة البنتاغون من أرلينغتون بولاية فيرجينيا، بالقرب من محطة مترو بنفس الاسم. [4]
وكان يوم 19 أبريل، 1995، تيموثي ماكفي هاجم P. ألفريد مورا المبنى الفيدرالي في أوكلاهوما سيتي لأنه يضم المكاتب الإقليمية لمكتب التحقيقات الفيدرالي، مكتب الكحول والتبغ والأسلحة النارية والمتفجرات (ATF)، وDEA، والتي نفذت غارات اعتبره التدخلات غير المبررة على حقوق الشعب؛ [5] هذا الهجوم تسبب في وفاة موظف DEA، أحدهما عضو فرقة العمل، واثنين من المتعاقدين في تفجير مدينة أوكلاهوما. وبعد ذلك، تم تصنيف مجمع المقر DEA باعتبارها المستوى الرابع التثبيت تحت معايير الولايات المتحدة الفيدرالية بناء الأمن، وهذا يعني أنه كان من المقرر أن يعتبر إنفاذ القانون عالية المخاطر هدفا للارهابيين. [6] الإجراءات الأمنية تشمل الصلب الهيدروليكية roadplates لفرض مسافة المواجهة من المبنى، للكشف عن المعادن، وحارس المحطات. [7]

## النقد

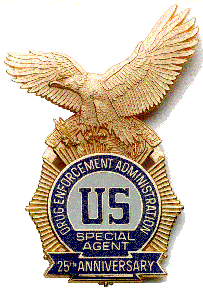
Drug Enforcement Administration 25th Anniversary badge

## الغارات على مستوصفات الماريجوانا الطبية

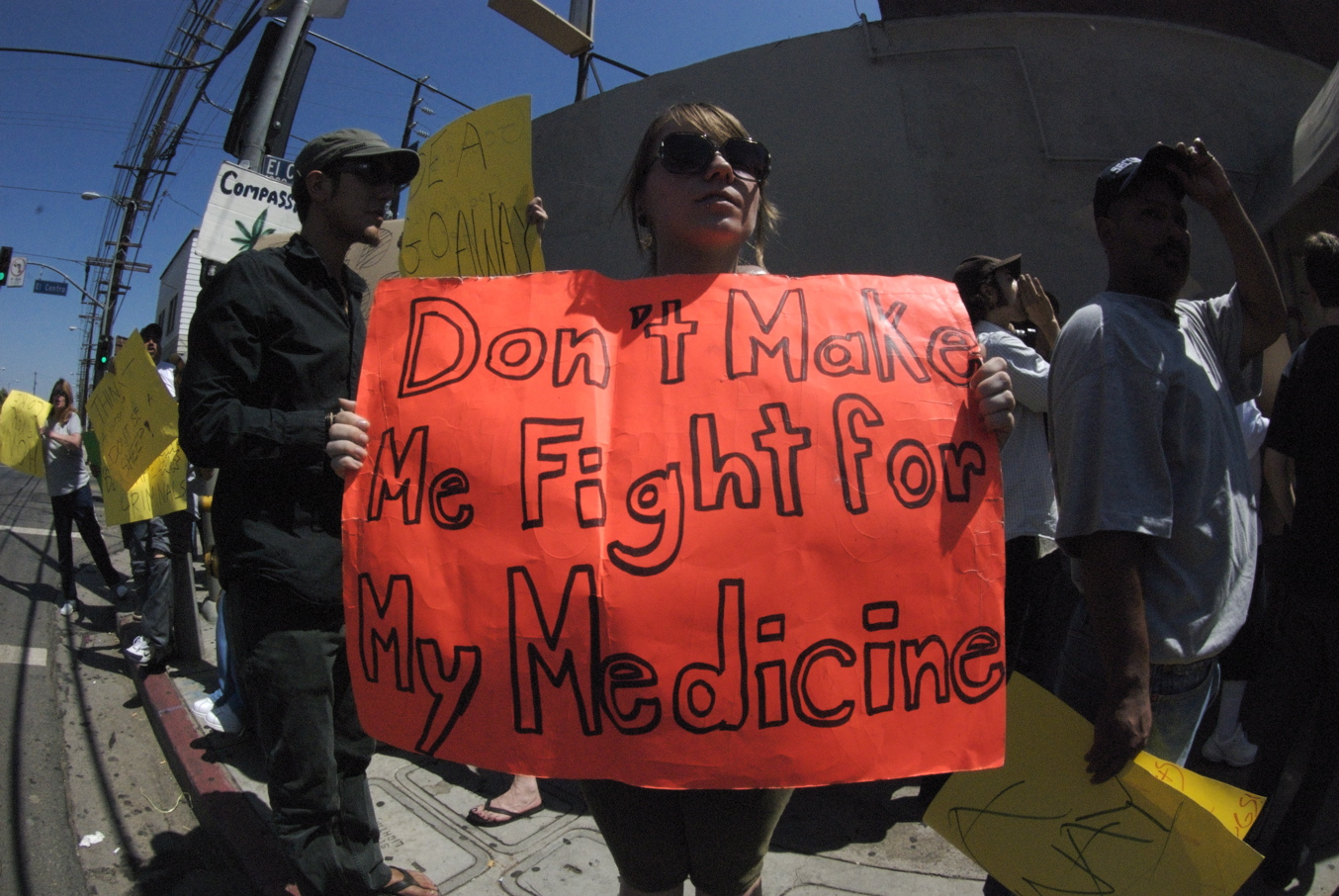
People protesting القنب الطبي raids

## الأسلحة النارية
غلوك امبي 5

## نظام التحكم
نظام جيد جداً

## وصلات خارجية
- DEA official web site
- The History of the DEA from 1973 to 1998
- List of former DEA Administrators
- Proposed and final federal regulations from the Drug Enforcement Administration
- Agency of Fear - The History of the origins of the DEA in the Nixon White House
- Results of Prohibition The financial costs of drug use and drug prohibition in the U.S., impact on levels of drug use and prices.
- A response to the DEA web site
- "98 Percent Of All Domestically Eradicated Marijuana Is "Ditchweed," DEA Admits". NORML News Archive. 7 سبتمبر 2006. مؤرشف من الأصل في 2011-09-27. اطلع عليه بتاريخ 2007-03-27.
- Major Studies of Drugs and Drug Policy Full text of major government commission reports on the effects of drug enforcement
- The Drug Hang-Up by Rufus King A history of the drug laws with special emphasis on the predecessors to the DEA
- DEA Watch - A dissenting view of the DEA
- Drug Enforcement Administration Meeting Notices and Rule Changes from The Federal Register RSS Feed
- DEA Lookup.com Commercial DEA number database search service
- Office of Diversion Control
- Reorganization Plan No. 2 of 1973 - Appendix to Title 5, U.S. Code
- Get Smart About Drugs - A DEA Resource for Parents
- DEA Demand Reduction - Street Smart Prevention
- Drug Enforcement Administration Citizens Academy (DEA CA)